# Donald Budge

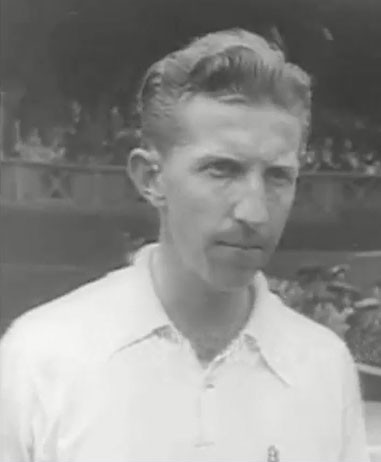
Donald Budge 1938

John Donald "Don" Budge, född 13 juni 1915 i Oakland, Kalifornien, död 26 januari 2000 i Scranton, Pennsylvania, var en amerikansk tennisspelare. Budge var en av de allra främsta tennisspelarna genom tiderna. Som amatör var han 1934–38 rankad bland de tio bästa, och han var nummer ett 1937–38. Mest känd är han för bedriften att bli den förste någonsin att vinna en äkta Grand Slam, det vill säga segrar i alla fyra Grand Slam-turneringarna under ett och samma år. 
Budge upptogs 1964 i International Tennis Hall of Fame.

## Uppväxtår
Donald Budge föddes i Oakland i Kalifornien som son till skotska invandrare på fädernet.

## Tenniskarriären
Säsongen 1938 vann Donald Budge herrsingeln i alla fyra GS-turneringar, vilket renderade honom en plats, vid sidan av Bill Tilden, som tidernas dittills främste tennisspelare. Det året finalbesegrade han i Australiska mästerskapen John Bromwich, i Franska mästerskapen Roderik Menzel (Tjeckoslovakien), i Wimbledonmästerskapen Henry Austin och i Amerikanska mästerskapen landsmannen Gene Mako. Året innan, 1937, vann han alla tre titlarna i både Amerikanska mästerskapen och Wimbledon (singel, dubbel och mixed), vilket medförde att han det året blev utsedd till USA:s främste idrottsman alla kategorier. Han försvarade alla sina tre titlar 1938 i Wimbledonmästerskapen.
Budge spelade från 1934 i det segerrika amerikanska Davis Cup-laget. En av hans allra mest betydande matcher i detta sammanhang spelade han i interzonfinalen mot Tyskland 1937. Vid ställningen 2–2 i matcher mötte han det tyska lagankaret "baronen" Gottfried von Cramm. Matchen blev mycket jämn men Budge låg slutligen under med 4–1 i game i det femte avgörande setet. Han lyckades dock vända och vann slutligen liggande raklång på rygg vid sidan av banan, efter ett lyckat passerslag, med 8-6. Matchen betraktas som en av de bästa i DC-historien.

### Proffstiden
Redan 1937 försökte man övertala Donald Budge att bli professionell spelare, men han blev det först 1939. Han besegrade därvid i följd Ellsworth Vines (21–18 i matcher), Fred Perry (18–11 i matcher), och den då 46-årige Bill Tilden (51–7 i matcher). Av de professionella tennismästerskapen segrade han 1939 i French Pro och 1940 och –42 i US Pro. Under de följande krigsåren och de första åren efter andra världskriget var hans främste utmanare Bobby Riggs som slog honom i tre finaler i US Pro. Budge hade då känning av en axelskada som från denna tid och framåt nedsatte hans spelkapacitet. Sin sista titel vann han dock i Wembley World Pro 1947 genom att i finalen besegra just Bobby Riggs. Han var i sin sista final (US Pro) 1953, men han förlorade då mot Pancho Gonzales.

## Budge som tennisspelare
Donald Budge var lång och kraftfull. Han var en komplett tennisspelare med kvickt rytmiskt rörelsemönster på banan. Hans backhand jämte senare Ken Rosewalls, anses av flera kommentatorer vara en av tidernas allra bästa. Budge spelade med en extra tung träracket som vägde drygt 450 gram (16 uns), vilket var cirka 50 gram mer än normalt för racketar på den tiden..
Den reslige, rödhårige amerikanen var alltid publikens favorit var helst han uppträdde.

## Grand Slam-finaler, singel

### Titlar (6)
| År   | Mästerskap                 | Finalmotståndare    | Setsiffror              |
| 1937 | Wimbledonmästerskapen      | Gottfried von Cramm | 6-3, 6-4, 6-2           |
| 1937 | Amerikanska mästerskapen   | Gottfried von Cramm | 6-1, 7-9, 6-1, 3-6, 6-1 |
| 1938 | Australiska mästerskapen   | John Bromwich       | 6-4, 6-2, 6-1           |
| 1938 | Franska mästerskapen       | Roderik Menzel      | 6-3, 6-2, 6-4           |
| 1938 | Wimbledonmästerskapen 2    | Henry Austin        | 6-1, 6-0, 6-3           |
| 1938 | Amerikanska mästerskapen 2 | Gene Mako           | 6-3, 6-8, 6-2, 6-1      |

### Finalförluster (Runner-ups) (1)
| År   | Mästerskap               | Finalmotståndare | Setsiffror               |
| 1936 | Amerikanska mästerskapen | Fred Perry       | 2-6, 6-2, 8-6, 1-6, 10-8 |

## Övriga Grand Slam-titlar
- Wimbledonmästerskapen
  - dubbel – 1937, 1938
  - mixed dubbel – 1937, 1938
- Amerikanska mästerskapen:
  - dubbel – 1936, 1937
  - mixed dubbel – 1937, 1938

## Segrar iprofessionella tennismästerskap
- French Pro
  - – 1939
- US Pro
  - – 1940, 1942
- Wembley World Pro
  - – 1947